# USS Menhaden (SS-377)
Za druga plovila z istim imenom glejte USS Menhaden.
USS Menhaden (SS-377) je bila jurišna podmornica razreda balao v sestavi Vojne mornarice Združenih držav Amerike.